# اسلام‌تپه (میاندوآب)
اسلام‌تپه، روستایی از توابع بخش مرکزی شهرستان میاندوآب در استان آذربایجان غربی ایران است. نام قبلی این روستا شاه‌تپه می‌باشد که در معنای تپه بزرگ به کار می‌رفته است. بعد از انقلاب ۱۳۵۷، وزارت کشور نام این روستا را به اسلا‌م‌تپه تغییر نام داد؛ اما کماکان در میان مردم این منطقه، اصطلاح شاه‌تپه مرسوم است.

## جمعیت
این روستا در دهستان زرینه‌رود قرار دارد و براساس سرشماری مرکز آمار ایران در سال ۱۳۸۵، جمعیت آن ۵۶۶ نفر (۱۵۸ خانوار) بوده‌است.